# Морська школа (Португалія)
Морська́ шко́ла (порт. Escola Naval) — військова академія морських сил у Португалії. Розташована у Лісабоні. Має статус державного університету. Один із трьох вищих військових навчальних закладів країни поряд з Військовою академією та Академією повітряних сил. Заснована 1845 року. Наступник Саргаської школи (XV ст.) і Королівської академії гардамаринів (1796—1845). Підпорядковується Міністерству науки, технології і вищої освіти. Здійснює підготовку офіцерів для військово-морських сил Португалії за спеціальностями: флот; морське управління; морська піхота; морська інженерія; морська радіоелектроніка; морська медицина; підводники; гідрографія; комунікації. Займається дослідженнями у військовій галузі.

## Історія
- 1796—1845: Королівська академія гардамаринів
- з 1845: Морська школа